# María Antinea
María Hueso Martínez (Jaén, España; 1915 - Texas Estados Unidos, 30 de julio de 1991), más conocida como María Antinea, fue una actriz, vedette, bailarina, cupletista y tonadillera española que desarrolló gran parte de su carrera en la Argentina y en México donde se presentó en el Teatro Lírico y en el Teatro Arbéu con su compañía arte folclórico español e hizo algunas participaciones radiofónicas.
En 1936 residió en la Argentina por muchos años huyendo de la Guerra Civil, haciendo radio, cine, teatro y televisión como actriz, animadora libretista y productora local. En Argentina conoce a Enrique Kotliarenco, que terminó siendo su marido e empresario, con el que tiene una hija en 1955 Alondra María Cristina, la cual reside en Estados Unidos. Su hijo Félix, es de su primer esposo, el torero Félix Rodríguez de Santander, España.
En Argentina y como guionista, escribió en 1952 el filme La niña de fuego, interpretado por Lolita Torres y Ricardo Passano.

## Filmografía
- 1939: Los pagarés de Mendieta
- 1940: Explosivo 008
- 1945: Las aventuras de Frijolito y Robustiana
- 1950: La doctora Castañuelas
- 1950: Vida de artistas
- 1963: La cigarra no es un bicho..........Maria, esposa de Serafin

## Radio
En Argentina fue una estrella exclusiva de Radio El Mundo en 1937, junto con Mapy Cortes. Luego estuvo en Radio Splendid.

## Teatro
Se inició en el teatro como tonadillera y actriz junto a figuras como Miguel de Molina, Sarita Montiel, Marga Soler, Pedrito Rico y Carmen Amaya. En Argentina trabajó en teatro con Alfredo Barbieri, Tato Bores, Blanquita Amaro, Elina Colomer, Analia Gadé, Margarita Xirgu, Fernando Ochoa, Imperio Argentina, Mariano Mores, Tita Merello y Virginia Luque.
Fue vedette del Teatro Chueca en Madrid con la "Compañía Campúa" en la década del '30. En el teatro argentino se destacó en el Multiteatro (ex Teatro Blanca Podestá) y en el Teatro Avenida. Trabajó en más de seis años como directora de compañía teatral y se destacó en especial en las obras:
- Cocorocococo.
- Estrellas en el Avenida (1964), junto a  Angelillo, Gloria Montes, Santiago Bal, Alberto Anchart, Julio Sosa, la Orq. de Leopoldo Federico, Chelo Moran, Pedrito Rico, Lino Montes, Antonio Berdiales, Sol y Terremoto, Pilar Lebrón , Lino Montes, Manuel Benítez Carrasco y Santiago González.
- Flores silvestres.
- Amor brujo.
- España de mis amores
- Estampas regionales de la madre patria.

## Nominaciones
Antinea fue nominada por APTRA a los Premios Martín Fierro por su labor femenina en show en 1960, resultando vencedora la actriz, animadora y vedette Dorita Burgos.